# Johan Christian Nittau
Johan Christian Nittau, född 1682 i Tyska Sankt Gertruds församling, Stockholm, död okänt år, var en svensk hovpukslagare i Stockholm.

## Biografi
Johan Christian Nittau föddes 1682. Han var son till hovtrumpetaren Johan Nicolaus Nittau och Maria Waldow. Nittau blev lärling vid 12 års ålder och blev sedan hovpukslagare.